# La Nigérienne
La Nigérienne (česky Píseň Nigeru) byla hymna afrického státu Niger v letech 1961–2023. Hudbu k hymně složili Robert Jacquet a Nicolas Abel François Frionnet, francouzský text napsal Maurice Albert Thiriet (francouzština je oficiálním jazykem Nigeru). Hymna byla přijata v roce 1961, rok po vyhlášení nezávislosti.
21. listopadu 2019 prezident republiky Mahamadou Issoufou oznámil, že se rozhodl státní hymnu změnit. Rozhodnutí následovalo po kritice, že některé části textu vyjadřují vděčnost bývalému francouzskému kolonizátorovi. Výbor, kterému předsedá premiér Brigi Rafini, se skládá z několika členů vlády a asi patnácti „odborníků se zkušenostmi v psaní a hudební kompozici“. Měla za úkol zvážit úpravu současné hymny, případně najít novou hymnu, která by odpovídala současnému Nigeru. Podle ministra pro kulturu Assamana Malam Issy by hymna měla povzbudit obyvatelstvo a být jakýmsi válečným pokřikem, který se dotkne jeho vlastenectví.
23. června 2023 parlament Nigeru přijal novou hymnu L'Honneur de la Patrie.

## Francouzský text
Auprès du grand Niger puissant
Qui rend la nature plus belle,
Soyons fiers et reconnaissants
De notre liberté nouvelle !
Evitons les vaines querelles
Afin d'épargner notre sang,
Et que les glorieux accents
De notre race soit sans tutelle !
S'élève dans un même élan
Jusqu'à ce ciel éblouissant,
Où veille son âme éternelle
Qui fera le pays plus grand !
Refrén:
Debout ! Niger ! Debout !
Que notre œuvre féconde
Rajeunisse le cœur de ce vieux continent !
Et que ce chant s'entende
Aux quatre coins du monde
Comme le cri d'un peuple équitable et vaillant!
Debout ! Niger ! Debout!
Sur le sol et sur l'onde,
Au son des tam-tams
Dans leur rythme grandissant,
Restons unis toujours,
Et que chacun réponde
A ce noble avenir
Qui nous dit: - En avant !